# ابتسامة الموناليزا (فلم)
ابتسامة الموناليزا هو فيلم أمريكي درامي أُصدر عام 2003، والتي أنتجته شركتي إستديوهات ريفولوشن وأفلام كولومبيا، أخرج الفيلم مايك نيويل، وبطولة جوليا روبرتس، كريستين دانست، جوليا ستايلس وماجي جيلنهال، عنوان الفيلم يشير إلى لوحة الموناليزا اللوحة المشهورة للرسام ليوناردو دا فينشي. حصلت جوليا روبرتس على مبلغ قياسي قدره 25 مليون دولار مقابل أدائها، وهو أعلى أجر حصلت عليه ممثلة في ذلك الوقت.

## ملخص الفيلم
يروي الفيلم قصة المعلمة «كاثرين آن واتسون» البالغة 30 عاما وهي مناضلة نسائية، تترك لوس أنجلوس عام 1953 لتتسلم وظيفة أستاذة في (ويلسلي كولدج) وهي مدرسة ثانوية عُرفت بسيادة الفكر المحافظ فيها، وهي في الآن نفسه مدرسة للبنات تُدرس فيها الفنون، تحاول المعلمة أن تدفع تلميذاتها إلى الانفتاح والتفكير الحر، وإلى تقرير مصيرهن وأنماط الحياة التي تحلو لهن، وقد حاولت هذه المعلمة أن تشجع تلميذاتها على الثقة بأنفسهن، وأن تختار كل واحدة منهن الدراسة للعمل وبناء مسيرة مهنية ناجحة، من الأفكار المهمة التي تقدمها المعلمة المتحررة لتلميذاتها هي الدعوة لأن تكون كل واحدة امرأة جديدة لا امرأة تقليدية تعيش وفق القواعد والأنماط التي يحددها المجتمع.
نتابع في هذا الفيلم معالم من أفكار ونضالات الحركة النسائية في الولايات المتحدة، نتعرف إلى القوانين والأفكار التي سادت في المجتمعات التقليدية المحافظة التي جاهدت، بل حاربت لتحافظ على وضع المرأة زوجةً وأمًا فقط.

## طاقم العمل
- جوليا روبرتس بدور كاثرين آن واتسون.
- كيرستن دانست بدور إليزابيث "بيتي" وارن (جونز).
- جوليا ستايلز بدور جوان براندوين (دونيغال).
- ماجي جيلينهال بدور جيسيل ليفي.
- جولييت ستيفنسون بدور أماندا أرمسترونغ.
- دومينيك ويست بدور بيل دنبار.
- جينيڤر جودوين بدور كونستانس "كوني" بيكر.
- توفر غرايس بدور تومي دونيغال.
- جون سلاتيري بدور بول مور.
- مارشيا جي هاردن بدور نانسي آبي.
- جوردان بريدجز بدور سبنسر جونز.
- ماريان سيلديس بدور الرئيسة جوسلين كار.
- دونا ميتشيل بدور السيدة وارن.
- تيرينس ريغبي بدور الدكتور إدوارد ستانتون.
- لورا ألين بدور سوزان ديلاكورت.
- توري آموس بدور مغنية الزفاف.
- إميلي باور بدور طالبة.
- ليزا روبرتس جيلان بدور الآنسة ألبيني.
- أنيكا ماركس بدور طالبة.
- إيبون موس-باتشراش بدور تشارلي ستيوارت.
- ليلي رابي بدور طالبة.
- كريستين ريتر بدور طالبة.
- كريستوفر جي. بورك بدور عامل النظافة.[3]

## وصلات خارجية
- مقالات تستعمل روابط فنية بلا صلة مع ويكي بيانات
- ابتسامة الموناليزا على موقع أول موفي.
- جوليا روبرتس في مقابلة لفيلم ابتسامة الموناليزا
- "الدور التوجيهي في فيلم ابتسامة الموناليزا على موقع (Humanscience wikia)